# گفتگو با استانیسلاو لم
گفتگو با استانیسلاو لم گفتگوی بلندی است میان استانیسلاو برژ و استانیسلاو لم که سال ۱۹۸۷ به‌صورت کتاب منتشر شده‌است. ویراست کامل‌تری از این کتاب در سال ۲۰۰۲ منتشر شد.